# Operación Greif
La Operación Greif (Unternehmen Greif) fue una operación de bandera falsa alemana en la Segunda Guerra Mundial. ejecutada por el coronel Otto Skorzeny durante la batalla de las Ardenas, ganándose con esta operación el apodo de "el hombre más peligroso de Europa".

## Descripción

### Planificación
Skorzeny se había convertido en uno de los favoritos de Hitler tras el éxito de la Operación Panzerfaust en la que supervisó el secuestro de Miklós Horthy Jr., hijo del regente de Hungría, almirante Miklós Horthy, para forzar la renuncia de Horthy. Tras su regreso a Alemania, Skorzeny fue convocado para reunirse con Hitler en su cuartel general en Rastenburg, Prusia Oriental, el 22 de octubre de 1944. Tras felicitar a Skorzeny, Hitler describió la Ofensiva de las Ardenas y el papel que desempeñaría en ella.
Skorzeny iba a formar una brigada especial - Panzer Brigade 150 - cuyo objetivo sería capturar uno o más de los puentes sobre el río Mosa antes de que pudieran ser destruidos. Hitler le informó que había decidido que esto podría lograrse más rápidamente y con menos pérdidas si Skorzeny y sus hombres usaban uniformes de los EE. UU. Hitler también comentó que las unidades pequeñas disfrazadas con uniformes enemigos podrían causar gran confusión entre el enemigo al dar órdenes falsas, alterar las comunicaciones y desviar las tropas.
Skorzeny era muy consciente de que bajo la Convención de La Haya de 1907, cualquiera de sus hombres capturados mientras vestía uniformes de Estados Unidos sería ejecutado como espías y esta posibilidad causó mucha discusión con el General Jodl y el Mariscal de Campo von Rundstedt.

### Desarrollo
La unidad de Skorzeny contaba con 80 soldados que hablaban inglés con acento estadounidense con soltura, así como 16 Willys MB estadounidenses y 60 tanques alemanes camuflados como tanques M10 Wolverine. Skorzeny disponía también de unos 3500 hombres que pasarían detrás de los soldados camuflados. Después de internar a sus soldados durante varias semanas en campos aislados del exterior para enseñarles costumbres estadounidenses, Skorzeny se sintió listo para llevar a cabo la misión.
En la mañana el 16 de diciembre de 1944, dos mil cañones alemanes abrieron fuego sobre el frente de las Ardenas y se inició la ofensiva. Las tropas alemanas se abalanzaron sobre los sorprendidos estadounidenses pero, a pesar de cumplir sus objetivos iniciales, las bajas fueron elevadas y el avance inicial se detuvo.
Mientras tanto varios todoterrenos "estadounidenses" penetraron las filas aliadas. Después de sembrar la confusión en el enemigo, lograron incluso desviar importantes unidades de su destino, y por un momento la confusión fue total. Pronto los Aliados se percataron de que las rutas de sus unidades habían sido alteradas por "oficiales" que estaban en los cruces de las carreteras en todoterrenos estadounidenses y que sin duda eran infiltrados alemanes, por lo que tomaron medidas.

### Fusilados
Los alemanes disfrazados acabaron siendo descubiertos y arrestados uno por uno. Debido a que utilizaban el uniforme enemigo se les acusó de espionaje y fueron fusilados inmediatamente, muriendo al menos unos 20. No obstante, antes de ser ejecutados los soldados alemanes habían declarado, basándose en rumores, que el objetivo de la Operación Greif era el asalto del Cuartel General de Dwight D. Eisenhower en París y su asesinato. Esto produjo pánico entre los Aliados y desató una ola de medidas paranoicas que dificultaron las operaciones militares, tales como el encierro de Eisenhower en el Cuartel General durante dos semanas. En este período los estadounidenses le asignaron a Skorzeny el título de el hombre más peligroso de Europa.
Mientras tanto, Skorzeny se había dado cuenta de que la misión estaba condenada al fracaso, pero ante la insistencia de Hitler decidió no cancelarla. Un día mientras se desplazaba por el frente fue alcanzado por metralla que le hirió gravemente en la cabeza y se le envió a Berlín.

## Libros Relacionados
Segundo Objetivo de Mark Frost (2007)